# Шорникова, Мария Исааковна
Мария Исааковна Шорникова (16 июля 1955 — 5 апреля 2019, Ростов-на-Дону) — советский и российский музыковед

, заслуженный работник культуры Российской Федерации (2010), заслуженный деятель Всероссийского музыкального общества.

## Биография
Мария Шорникова родилась 16 июля 1955 года. Она выпускница Ростовского училища искусств. После его окончания получила образование на теоретико-композиторском факультете Ростовского государственного музыкально-педагогического института, училась в классе профессора А. М. Цукера.
1 сентября 1979 года начала работать музыковедом музыкально-литературного лектория Ростовской государственной филармонии. Она создала циклы концертов «Когда-то на Дону», «Грезы любви», «Рождественские вечера с Марией Шорниковой», «Музыкальная гостиная». Среди её проектов были выступления с ансамблями «Камерата», «Донцы», Государственным концертным оркестром духовых инструментов им. В. Еджика, оркестром народных инструментов «Дон». Больше 20 лет Мария Шорникова являлась музыковедом Ростовского академического симфонического оркестра.
Автор четырёх учебников музыкальной литературы, которые с 2003 года стали переиздаваться издательством «Феникс». Также были изданы две книги очерков, которые Мария Шорникова написала о жизни и творчестве композиторов: «Десять страниц из истории музыки» и «Семь страниц из истории русской музыки».
С 2004 года — директор Ростовского академического симфонического оркестра.
В 2006 году ей присвоили звание «Заслуженный деятель Всероссийского музыкального общества». Марии Шорниковой в 2010 году было присвоено звание «Заслуженный работник культуры Российской Федерации».
В 2015 году стала художественным руководителем отдела музыкально-литературных программ «Классик-концерт» Ростовской областной государственной филармонии.
Автор четырёх учебников по новой общеобразовательной программе «Музыкальная литература за три года», которые были опубликованы в 2016 году.
В 2016 году награждена медалью «За доблестный труд на благо Донского края».
Скончалась в Ростове-на-Дону 5 апреля 2019 года.